# Corriente de las Aleutianas

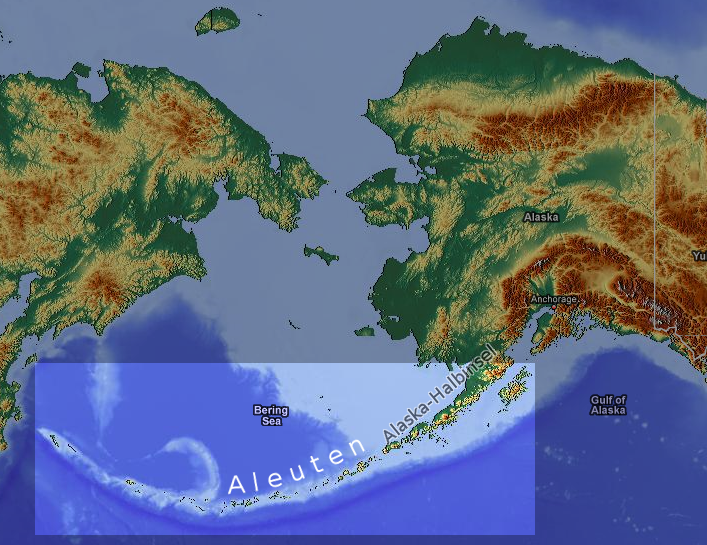
Las islas Aleutianas, prolongación de Alaska en el mar de Bering.

La corriente de las Aleutianas, también llamada corriente subártica es una corriente marina que fluye hacia el Este y se encuentra al norte de la corriente del Pacífico Norte que se mueve hacia el noreste luego al este entre la latitud 40° N y la latitud 50° N. Conforme se acerca a la costa de Norteamérica se divide para formar la corriente de Alaska, que fluye hacia el norte, y la corriente de California que va hacia el sur.
- Datos: Q1243936